# Gaston Rivier
Gaston Rivier, né le 17 janvier 1887 à Paris 6e arrondissement (Seine) et mort pour la France le 22 novembre 1915 à Verdun (Meuse), était un officier de marine et aviateur français.